# Skåre, Karlstads kommun
Skåre är en tätort i Grava distrikt (Grava socken) i Karlstads kommun. Skåre ligger omkring en mil norr om Karlstad men det var bara drygt 800 meter mellan tätortsgränserna för Skåre och Karlstad innan Råtorp och Älvåker bröt sig ur Karlstad och bildade egen tätort. Ortnamnet (1359 i Skorø nore) innehåller troligen ett namn på vattendraget intill orten som då innehåller skåra.

## Befolkningsutveckling

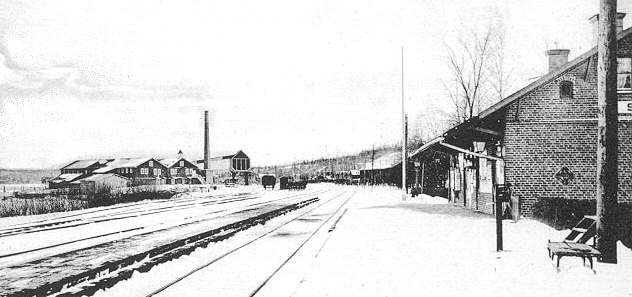
Skåre station

| Befolkningsutvecklingen i Skåre 1960–2020 | Befolkningsutvecklingen i Skåre 1960–2020 | Befolkningsutvecklingen i Skåre 1960–2020 | Befolkningsutvecklingen i Skåre 1960–2020 | Befolkningsutvecklingen i Skåre 1960–2020 |
| ----------------------------------------- | ----------------------------------------- | ----------------------------------------- | ----------------------------------------- | ----------------------------------------- |
|                                           |                                           |                                           |                                           |                                           |
| År                                        |                                           |                                           | Folkmängd                                 | Areal (ha)                                |
| 1960                                      | 1960                                      |                                           | 909                                       |                                           |
| 1965                                      | 1965                                      |                                           | 1 206                                     |                                           |
| 1970                                      | 1970                                      |                                           | 1 917                                     |                                           |
| 1975                                      | 1975                                      |                                           | 3 206                                     |                                           |
| 1980                                      | 1980                                      |                                           | 4 399                                     |                                           |
| 1990                                      | 1990                                      |                                           | 5 242                                     | 394                                       |
| 1995                                      | 1995                                      |                                           | 5 276                                     | 399                                       |
| 2000                                      | 2000                                      |                                           | 5 224                                     | 389                                       |
| 2005                                      | 2005                                      |                                           | 5 173                                     | 389                                       |
| 2010                                      | 2010                                      |                                           | 5 402                                     | 388                                       |
| 2015                                      | 2015                                      |                                           | 5 444                                     | 411                                       |
| 2020                                      | 2020                                      |                                           | 5 441                                     | 418                                       |
|                                           |                                           |                                           |                                           |                                           |

## Samhället
Skåres villaområden finns på Skåreberget och i Stodene. I centrala Skåre består bostadsbebyggelsen av ungefär hälften småhus och hälften lägenheter i flerbostadshus. De senaste villorna är byggda vid Tuggeliteskolan samt området Timmerspelet som ligger i Stodene. Det finns flera förskolor och grundskolor och en högstadieskola i Ilanda samt vårdboende för äldre (Källan). Här finns också Bryngfjordens slalombacke, en golfbana samt Ilanda handels- och serviceområde. Förutom utbildning är byggverksamhet, tillverkning och utvinning samt handel de största näringsgrenarna i Skåre. Några av de större företagen är Kewab, Moelven samt Sten och vägarbeten.
I Skåre ligger även Skåre herrgård på Skåreberget. Herrgården fanns redan som ”Skrå herrgård” i ett dokument från 1300-talet som redovisar den norska kungadottern Ingeborg Håkansdotters hemgift vid hennes giftermål med den svenske hertig Erik Magnusson. Herrgården fungerar nu som en kommunal förskola med sex avdelningar.

### Skolor
Stodene förskola och Grindstugans förskola har med barn i åldrarna ett–fem år. Grundskolan Stodeneskolan har allt från sexårsverksamhet till årskurs 6 med cirka 400 elever. Fyra stycken fritidshem finns här.
Skåre förskola med sju avdelningar ligger i Skåre centrum. Skåre herrgårds förskola ligger vid Tuggeliteskogen och är delvis inryms i den gamla herrgården.
På Tuggeliteskolan går elever mellan förskoleklass och år 3. Efter år 3 flyttar eleverna till Skåreskolan. Skolans tre enheterna har även varsitt fritidshem.
Skåreskolan tar emot elever från förskoleklass till och med år 6. Undervisningen organiseras i åldersblandade klasser. Ett par klasser har montessoriinriktat arbetssätt.

## Kommunikationer

### Vägar
Vid Ilanda löper Riksväg 61 och 62. Här löper de även samman vid Ilandamotet och blir en väg.

### Kollektivtrafik
- Karlstadsbuss trafikerar igenom Skåre med baslinjerna 2 och 8. Vid Färjestads BK:s hemmamatcher trafikerar hockeybuss 64.[11]
- Värmlandstrafik trafikerar Ilanda bytespunkt med busslinjerna 100, 201, 225, 600 och 602.

### Järnväg

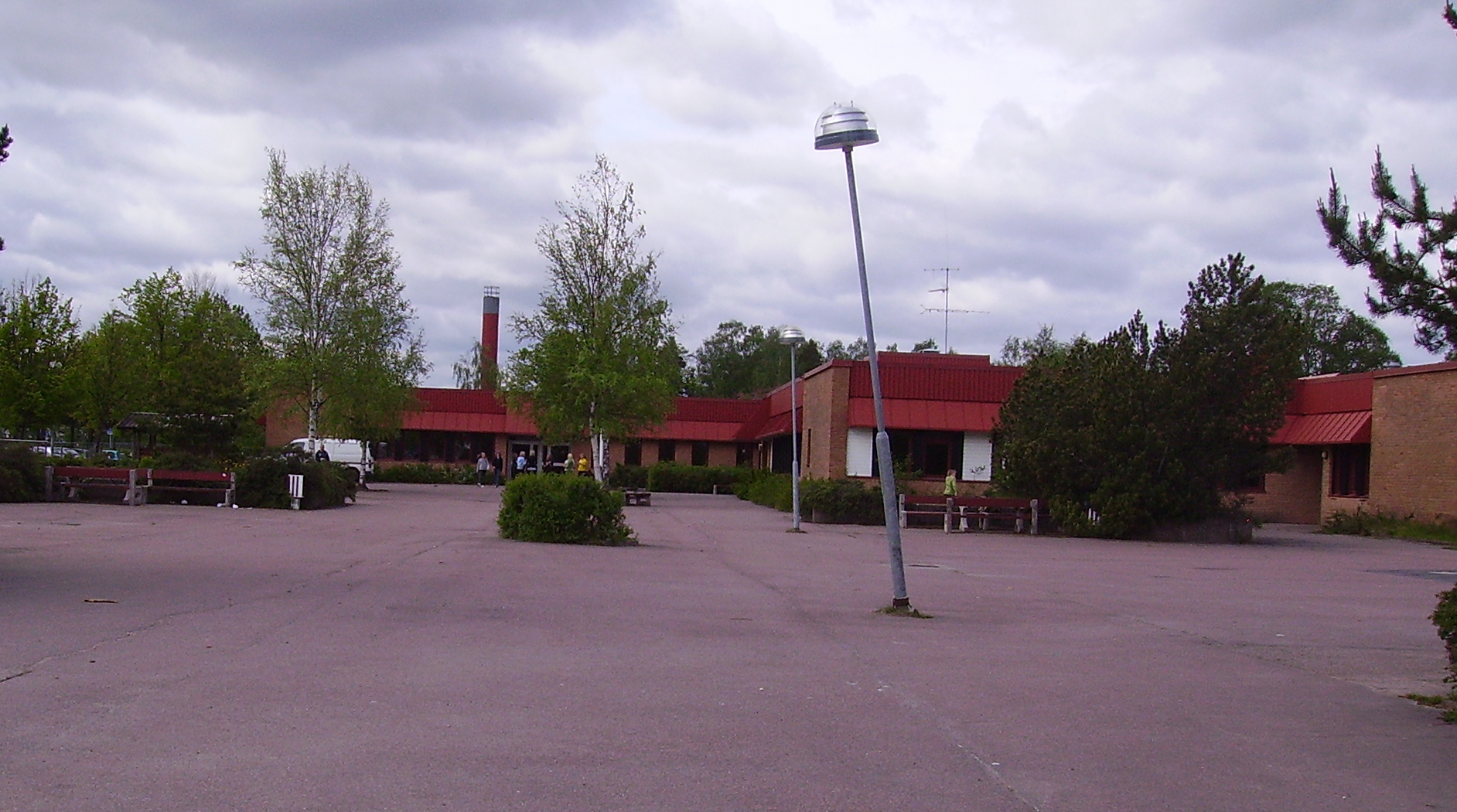
Ilandaskolan sedd från ost.

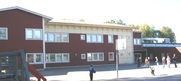
Stodeneskolan sedd från ost.

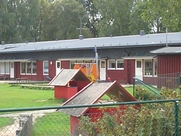
Skåre förskola sedd från sydost.

Tätorten växte upp runt järnvägsstationen som var en viktig transportplats. Godset som transporterades på Klarälven överfördes här till järnvägen för fortsatt transport. Järnvägsstationen öppnades för trafik den 19 juni 1871 och fick eldrift 1937. Den låg sju kilometer från Karlstad och 13 km från Kil. Stationen lades ner 1963, men ett nytt järnvägsstopp planeras vid Skåre centrum eller vid den gamla stationen.
| År         | Namn                     | Född | Tidigare              | Senare              |
| ---------- | ------------------------ | ---- | --------------------- | ------------------- |
| 1871–1873  | C L Öfwerström           | 1847 | Stf Norsesund 1870–   | Stf Åby –1873       |
| 1873–1894  | Anders (Johansson) Lundh | 1835 | Stf Boda 1871–        |                     |
| 1894–1908  | Nils Malmström           | 1846 | Stf Jularbo 1888–     |                     |
| 1908–1923  | Johan Pettersson         | 1858 | Stf Porla 1900–       |                     |
| 1923–1931  | Oscar Käll               | 1878 | Stf Duved 1921–       | Stf Forserum –1931  |
| 1932–1937  | Sigfrid Brehmer          | 1881 | Stf Bergfors 1927–    | Stf Degerfors –1937 |
| 1938–1941  | Otto Moberg              | 1886 | Stf N Sunderbyn 1932– | Stf Åkarp –1941     |
| 1942–1945  | Georg Swensson           | 1886 | Stf Edane 1939–       | Stf Jonsered –1945  |
| 1945–1947  | Gustaf Sjöström          | 1887 | Stf Alster 1942–      | Stf Ramnäs –1947    |
| 1947–1955  | Folke Alm                | 1890 | Stf Fagerås 1945–     |                     |
| 1955–1963. | C O F Ljungström         | 1901 |                       |                     |

## Kultur
Skåre bibliotek (filial till Karlstads stadsbibliotek) ligger i centrala Skåre intill vårdcentralen och Apoteket.
Fredrik August Boltzius hem i Skåre ägs idag av Skårekyrkan och är inrett som ett litet museum där man kan se mängder av kryckor och träben som de påstått helbrägdagjorda lämnade efter sig.

## Idrott
- Skåre HK är en av Värmlands största handbollsföreningar.
- Hertzöga BK är en av Värmlands största idrottsföreningar som bedriver fotboll, innebandy samt tennis.

Vid Tuggelitegården finns en motionscentral med många olika spår, inklusive. elljusspår på totalt 3 600 m. Vid Tuggelite har skidklubben Grava SK sin hemvist. Tuggelite har Karlstads enda konstsnöanläggning för längdskidåkning.
Vid Skåreberget ligger Bryngfjorden som består av en pist för utförsåkning som har en längd på 280 meter.
Vid Bryngfjorden ligger Bryngfjordens golfbana, en 18-hålsbana som drivs av Bryngfjordens Golfklubb.
Bordtennis och andra idrotter utövas i de tre sporthallar som finns i Skåre.

## Kända personer från orten
- Gerd Göran – konstnär
- Mattias Bärjed - gitarrist i The Soundtrack of Our Lives
- David Liljemark – serietecknare och författare
- Dan Kihlström – kristdemokratisk politiker, riksdagsledamot 1998-2010
- Annika Thörnquist – sångerska i Da Buzz
- Stig Torstensson – skådespelare